# Ramón Jufresa
Ramón Jufresa, född den 18 april 1970 i Barcelona, Spanien, är en spansk landhockeyspelare.
Han tog OS-silver i herrarnas landhockeyturnering i samband med de olympiska landhockeytävlingarna 1996 i Atlanta.